# Sábado Taquilla
Sábado Taquilla fue un programa de televisión musical chileno transmitido a través de la señal de Televisión Nacional de Chile (TVN) entre 1989 y 1994. El programa fue uno de los primeros rankings de videos musicales de la televisión chilena y era conducido por el locutor Jorge Aedo. 

## Historia
Sábado Taquilla comenzó a transmitirse por TVN en abril de 1989, al medio día cada sábado, y era presentado por el conductor de televisión Jorge Aedo. El programa duraba una hora y media, y por unos meses la última media hora era grabada en vivo. 
El programa tuvo su última transmisión el 11 de junio de 1994 y su episodio final fue filmado en Cuba.

## Características
El propósito del programa era transmitir un ranking descendente de los veinte videos musicales más populares del momento (“Top 20”), tanto en Chile como internacionalmente. El programa tenía una transmisión conjunta con Radio Tiempo. 
Sábado Taquilla se caracterizó similarmente por otros segmentos, como “Taquilla News” y la lectura de cartas al editor que enviaban los televidentes al programa. También Jorge Aedo realizaba entrevistas a artistas, entre los que destacan Dave Grohl, Ricky Martin, La Ley y Los Tres.  
Muchos de los segmentos del programa eran filmados en diferentes lugares emblemáticos de Chile, como Cuesta Las Chilcas y Río Maipo, además de otros países como Argentina y Cuba.

## Legado
El programa se caracterizó por ser uno de los primeros rankings musicales y de videos de la televisión abierta chilena y es considerado uno de los programas más populares de la década de los ochenta en Chile, principalmente recordado por la audiencia de fanáticos de la música en el país y por la frase icónica que pronunciaba Jorge Aedo antes de anunciar el video número uno de la semana, dónde él enunciaba: “Número uno, número uno, número uno”.
A principios del 2013, Jorge Aedo animó una fiesta inspirada en Sábado Taquilla, donde se celebró el legado del programa y la nostalgia por la década de los noventa.